# Институт человека РАН

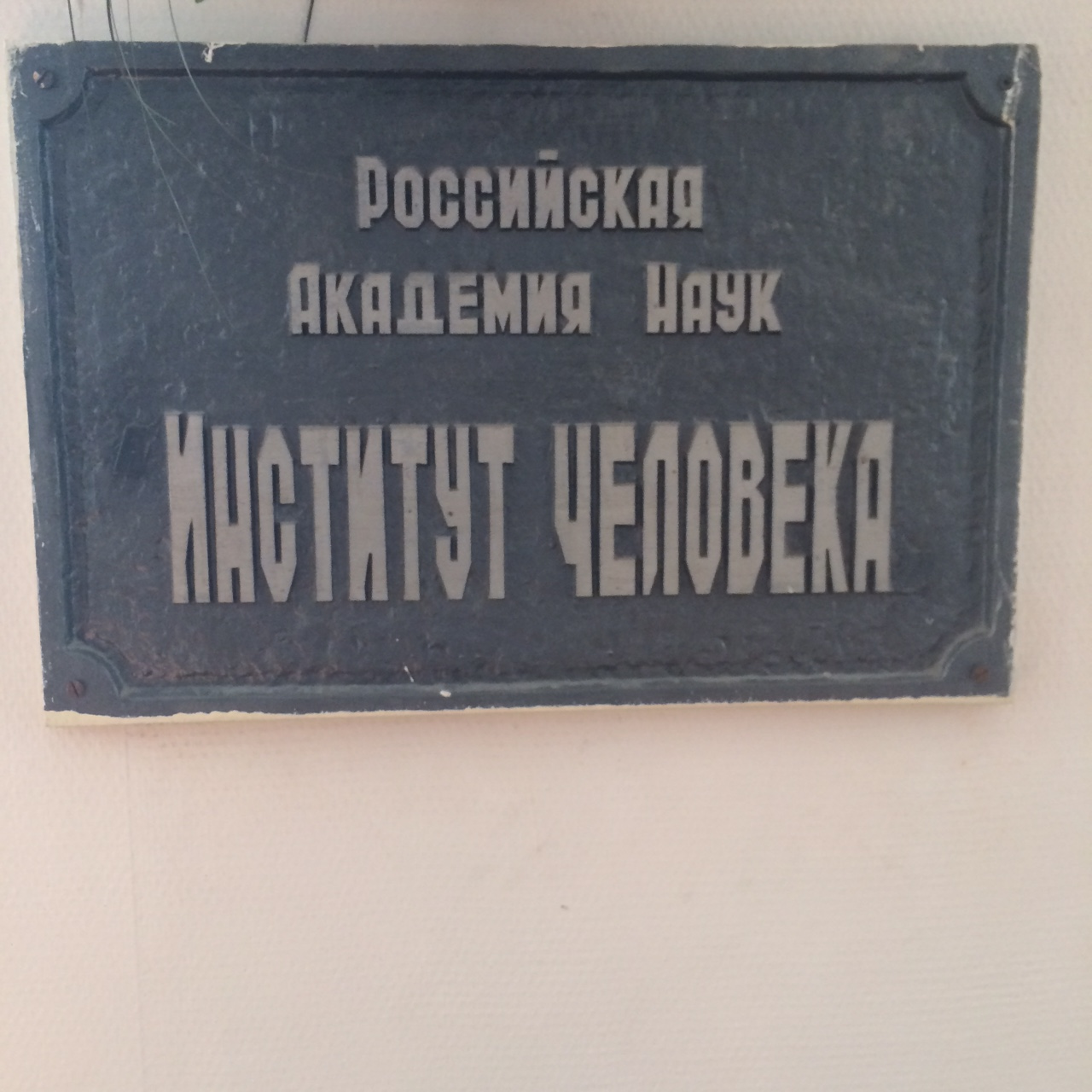
Табличка на входе Института человека РАН. В настоящее время хранится в ИФ РАН

Институт человека РАН (ИЧ РАН) — научно-исследовательский институт РАН, существовавший в период 1992—2004 гг., среди основных направлений которого были философские и методологические основания комплексных исследований человека, проблемы детерминации развития человека, сознание как предмет междисциплинарных исследований, будущее человечества и перспективы развития личности, междисциплинарное изучение человек в труде, в экстремальных ситуациях.
Первый директор Института — академик И. Т. Фролов. В 1999—2004 гг. Институт возглавлял Б. Г. Юдин.
В конце 2004 года Институт человека был присоединен к Институту философии РАН в форме Отдела комплексных проблем изучения человека, биоэтики и гуманитарной экспертизы.